# Zeepfabriek Bousquet
De Zeepfabriek Bousquet is een laat negentiende-eeuws fabrieksgebouw in de plaats Delft, in de Nederlandse provincie Zuid-Holland. In het gebouw was de zeepfabrikant Bousquet gehuisvest. Het bedrijfsgebouw met schoorsteen is in de tweede helft van de negentiende eeuw gebouwd op het binnenterrein achter de panden Voorstraat 90 en 92. Daarin werd een stoommachine met hoog opgemetselde schoorsteen geïnstalleerd.

## Omschrijving
Het is een bedrijfspand van twee bouwlagen op een vrijwel rechthoekige plattegrond, gelegen in het verlengde van het pand Voorstraat 92. In dit bouwvolume, dat verschillende twintigste-eeuwse toevoegingen heeft, is tevens een schoorsteenpijp opgenomen. De gevels zijn opgetrokken in baksteen. De vorm en afmetingen van de vensteropeningen in de gevels variëren als gevolg van verbouwingen. De uit rode bakstenen opgemetselde schoorsteenpijp is aan de oostzijde in het gebouw geplaatst. Ten noorden van de schoorsteen is in een aparte ruimte een dieseloliestookplaats ingericht. De schoorsteen is nog in functie. 

## Waardering
Laat negentiende-eeuwse zeepfabriek van algemeen belang vanwege de cultuurhistorische, architectuurhistorische en stedenbouwkundige waarde. Het complexonderdeel is van cultuurhistorische waarde als bijzondere uitdrukking van een industriële ontwikkeling, namelijk zeepfabriek binnen een stedelijke kern, waarbij de veranderingen die het productieproces de afgelopen twee eeuwen onderging afleesbaar zijn in het gebouw. Het complexonderdeel is van architectuurhistorische waarde vanwege de karakteristieke hoofdvorm, het materiaalgebruik en de detaillering. Het pand heeft als onderdeel van het complex Bousquet, zowel stedenbouwkundige als ensemblewaarde vanwege de beeldbepalende ligging binnen de historische kern van de stad Delft en vanwege de samenhang met de andere complexonderdelen. Het pand is bovendien van belang vanwege de herkenbaarheid en de redelijke mate van gaafheid.

## Huidig gebruik
Na de sluiting van de fabriek in 2003 werd het complex van 2007 tot 2010 gerestaureerd en werden er in het complex, dat midden in het centrum van Delft ligt, appartementen gerealiseerd. Een deel van het complex is geklasseerd als rijksmonument.

## Galerij

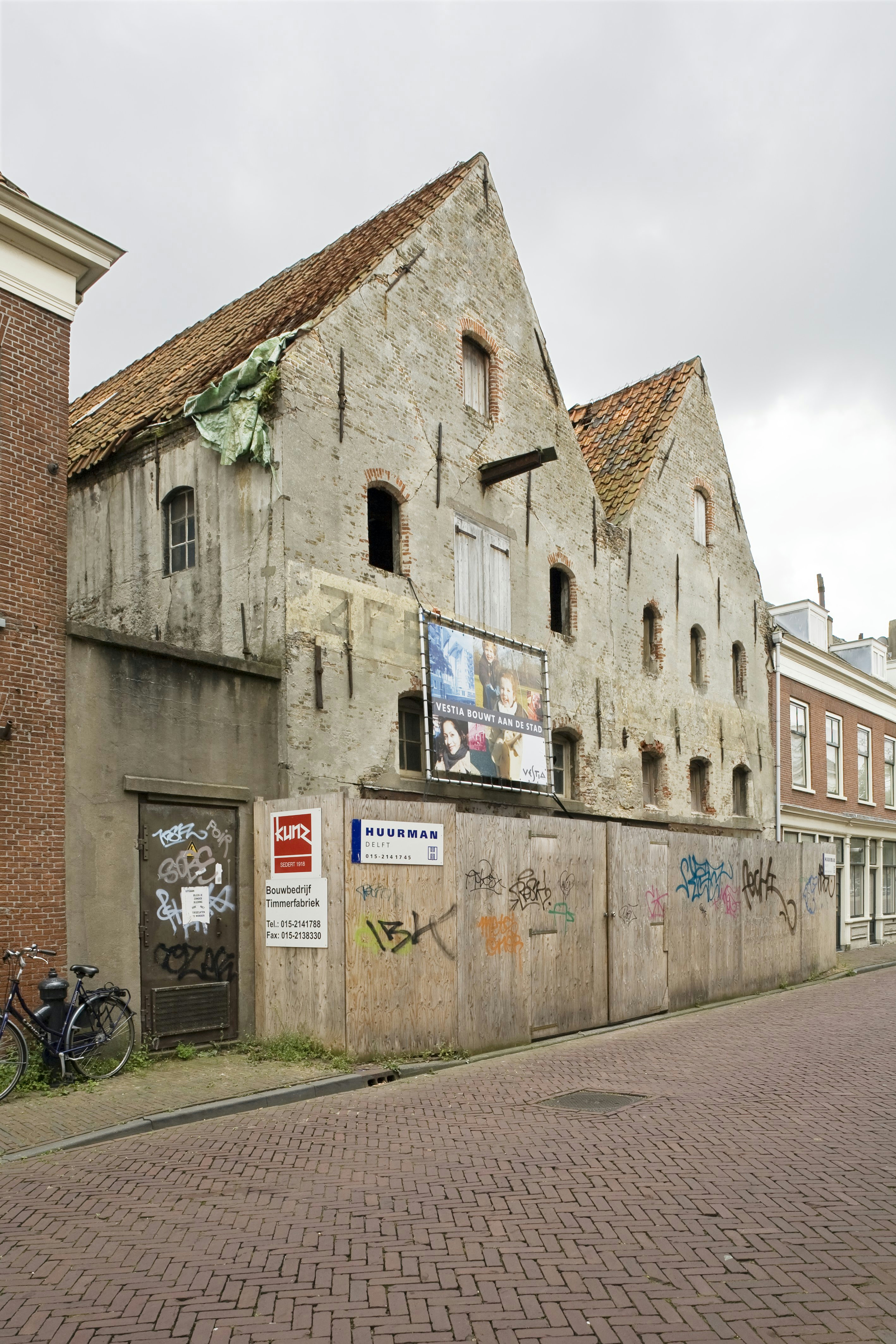
Gevel aan de Molenstraat - Delft
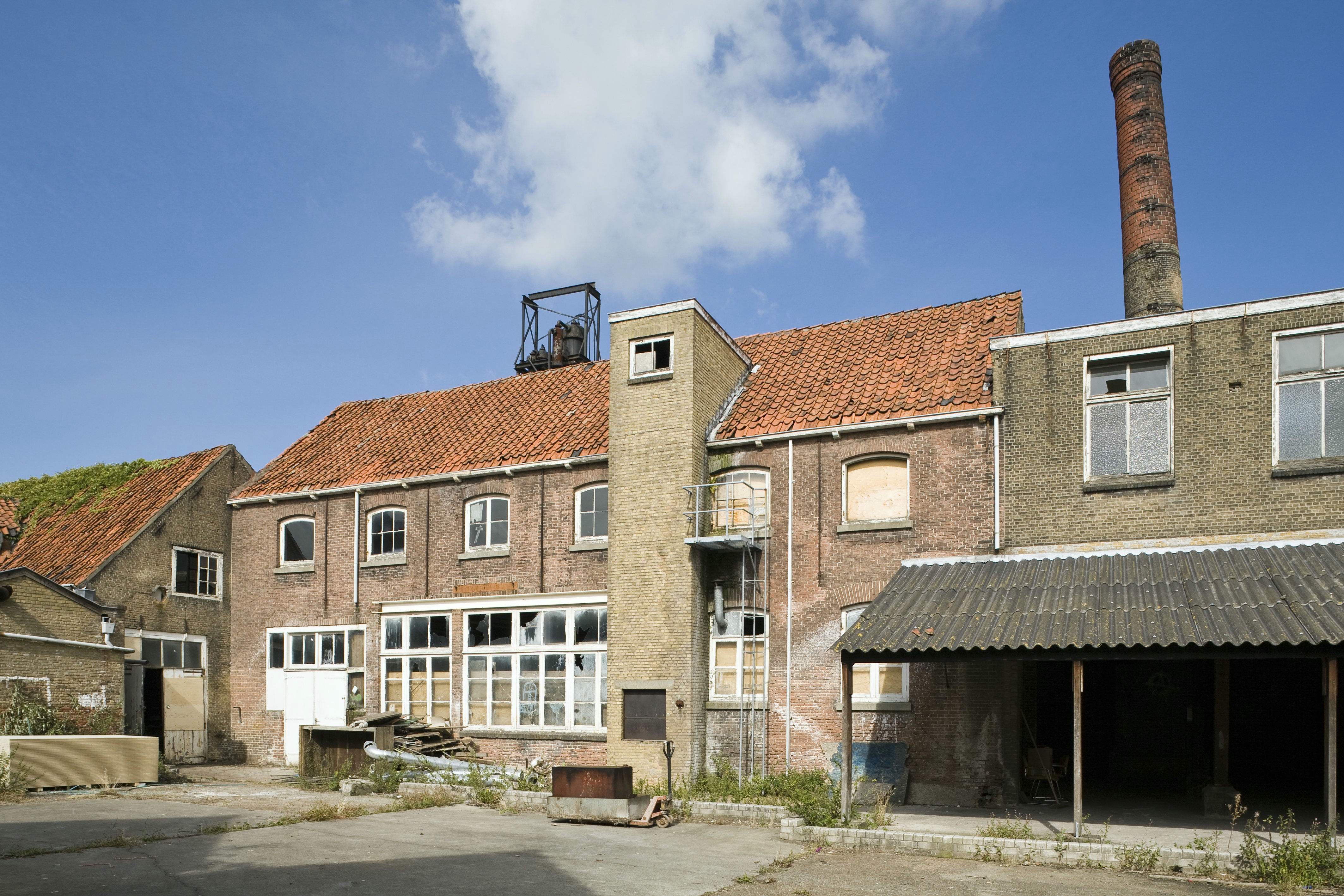
Overzicht binnenplaats richting Molenstraat
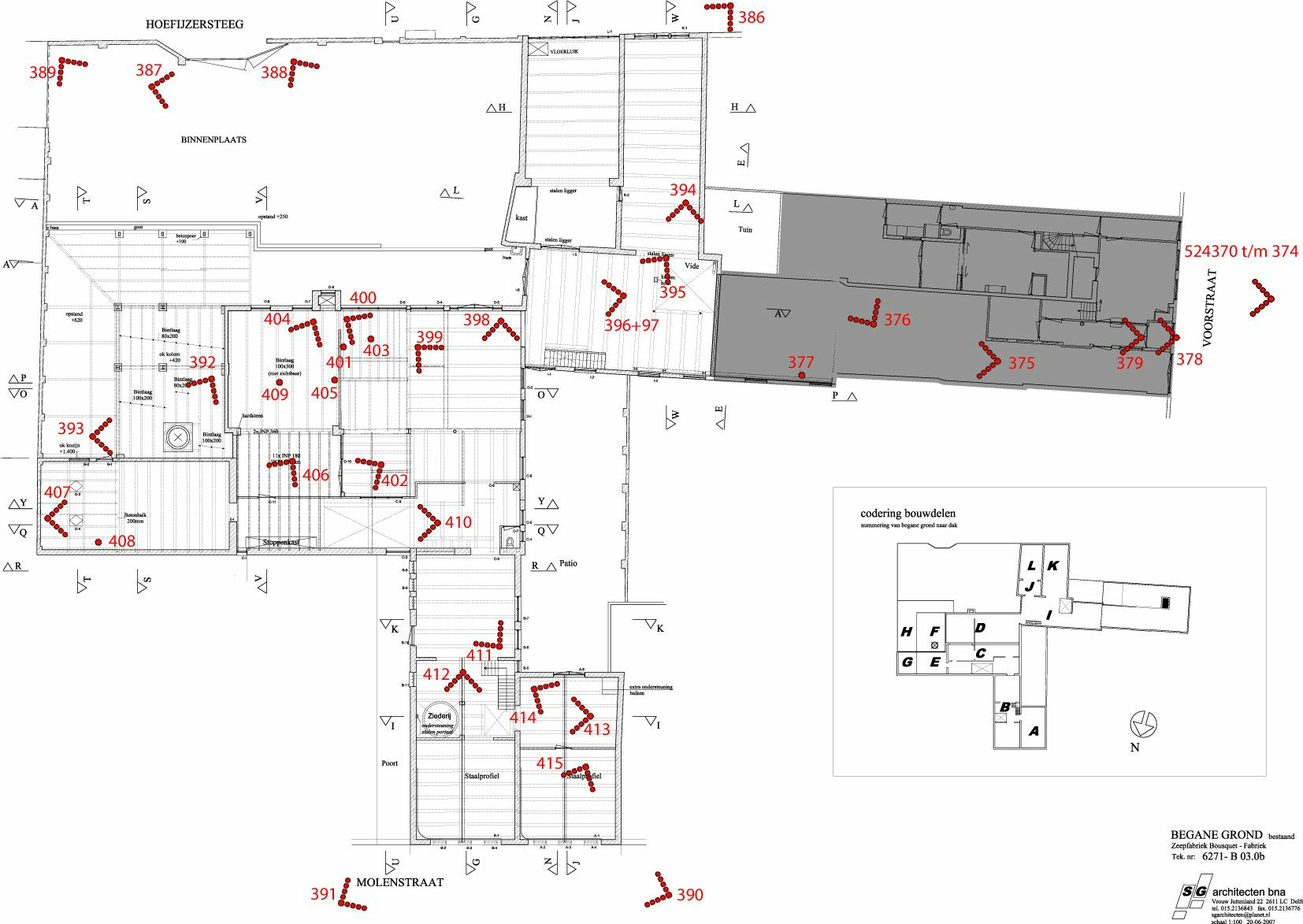
Opname van een bouwkundige tekening van de begane grond van de zeepfabriek
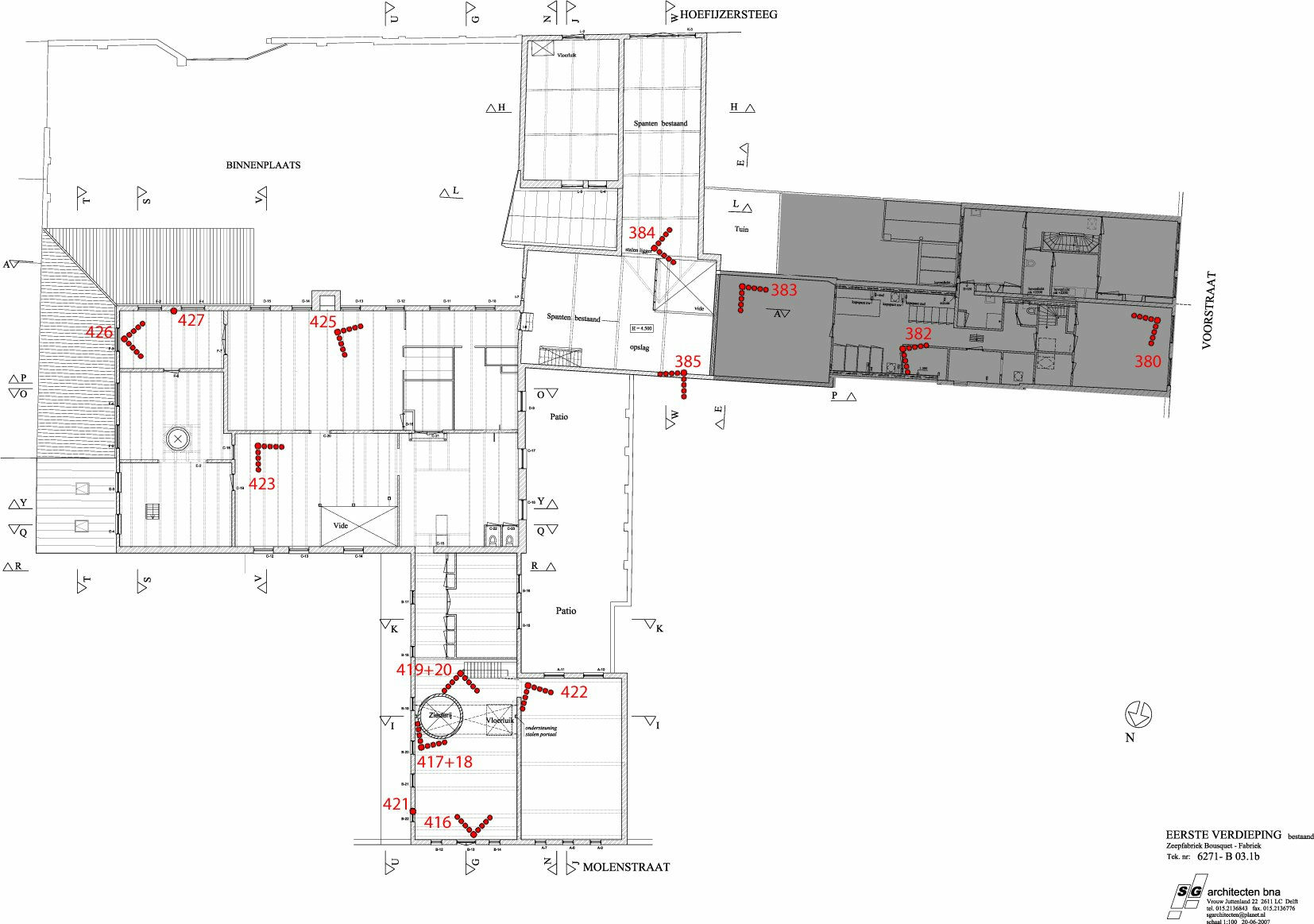
Opname van een bouwkundige tekening van de eerste verdieping van de zeepfabriek.
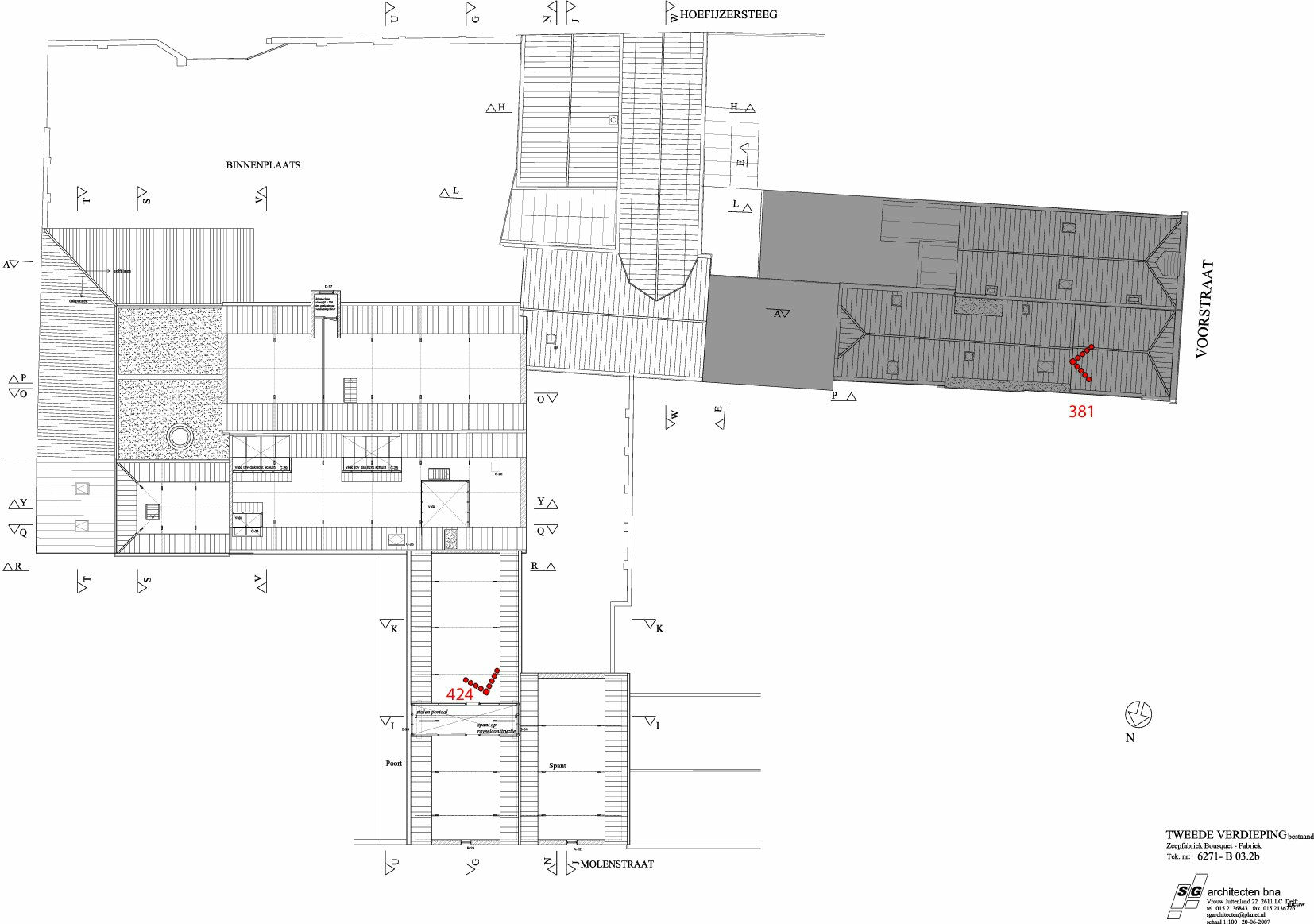
Opname van een bouwkundige tekening van de tweede verdieping van de zeepfabriek.
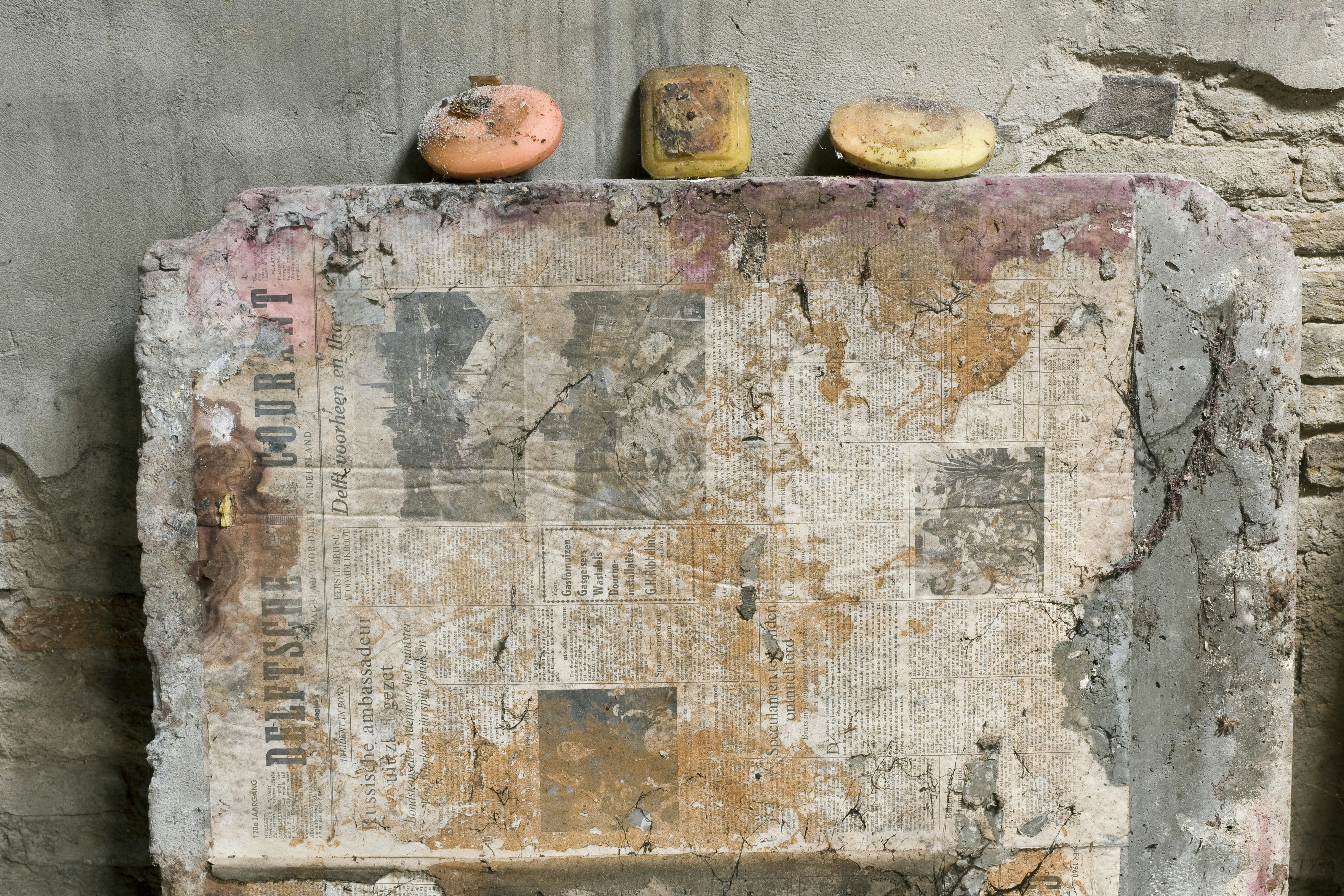
Interieur, stuk muur bedekt met oude kranten en stukken zeep